# Melrose (Novo México)
Melrose é uma vila localizada no estado americano de Novo México, no Condado de Curry.

## Demografia
Segundo o censo americano de 2000, a sua população era de 736 habitantes.
Em 2006, foi estimada uma população de 722, um decréscimo de 14 (-1.9%).

## Geografia
De acordo com o United States Census Bureau tem uma área de 4,5 km², dos quais 4,5 km² cobertos por terra e 0,0 km² cobertos por água.

## Localidades na vizinhança
O diagrama seguinte representa as localidades num raio de 40 km ao redor de Melrose.